# А-ля карт

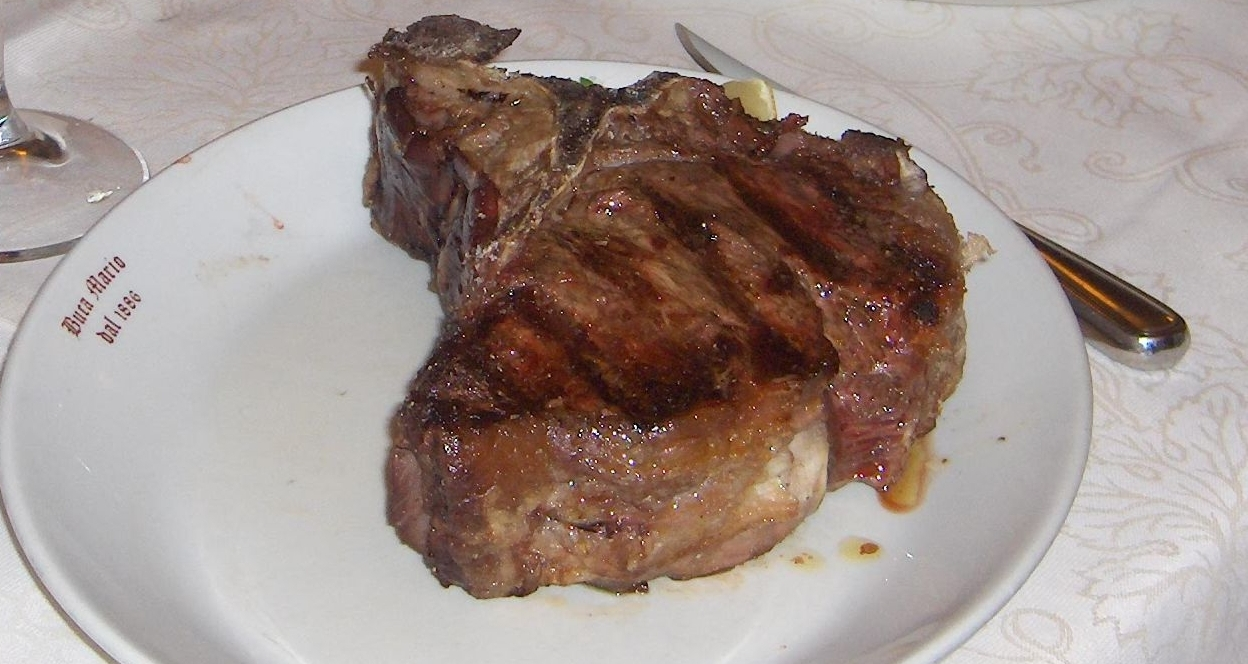
А-ля карт, без дополнительных заказов согласно меню и гарнира; их необходимо заказывать отдельно.

А-ля карт (фр. à la carte — согласно меню) — это практика заказа отдельных блюд из меню в ресторане, в отличие от табльдот, где предлагается комплексное меню. Это заимствование из французского языка начала XIX века, означающее «согласно меню».
Отдельные блюда, которые необходимо заказать, могут включать гарниры, или гарниры могут предлагаться отдельно, и в этом случае они также считаются порционными.

## История
Самые ранние примеры a-ля карт относятся к 1816 году для прилагательного («обед a-ля карт», например) и к 1821 году для наречия («еда подавалась по меню»). Это предшествовало использованию слова «меню», которое появилось в английском языке в 1830-х годах.